# Pawieł Anosow
Pawieł Pietrowicz Anosow (ur. 29 czerwca 1796, zm. 1851) – rosyjski metalurg oraz metaloznawca. Opracował metodę otrzymywania stali o wysokiej jakości. W 1831 roku zastosował on mikroskop do metalograficznego badania stali. Odtworzył on metodę wytwarzania stali damasceńskiej.